# Vol Overseas National Airways 032
Le vol Overseas National Airways 032 était un vol de convoyage, assuré par un McDonnell Douglas DC-10 de la compagnie aérienne américaine Overseas National Airways (ONA), à destination de Djeddah, en Arabie saoudite. Le 12 novembre 1975, l'équipage a interrompu le décollage après avoir traversé un grand groupe de goéland à l'aéroport international John F. Kennedy, à New York, entraînant une sortie de piste. Sur les 139 occupants de l'avion, tous ont survécu, tandis que l'avion a été entièrement détruit par un violent incendie qui a suivi l'arrêt de l'appareil. 
Le Conseil national de la sécurité des transports (NTSB) a conclu que la cause probable de l'accident était l'ingestion d'oiseaux par le moteur droit, provoquant une panne moteur non contenue qui a endommagé plusieurs pneus du train d'atterrissage et désactivé le système hydraulique du moteur, désactivant à son tour partiellement les spoilers et les freins du train d'atterrissage. La défaillance résultante de l'inverseur de poussée du moteur endommagé, ainsi que la piste détrempée, qui a réduit la capacité d'arrêt de l'appareil, ont également contribué à l'accident.

## Avion et équipage
L'appareil impliqué est un McDonnell Douglas DC-10-30CF âgé de 2 ans, immatriculé N1032F (numéro de série 46826/109) et exploité par Overseas National Airways, son seul opérateur. Cet avion gros-porteur est propulsé par trois turboréacteurs, de type General Electric CF6-50A, et totalise 8 193 heures de vol au moment de l'accident.
Le commandant de bord est Harry R. Davis, 55 ans, employé par ONA depuis 1951, il est qualifié pour piloter le DC-10 en 1973 et cumule 25 000 heures de vol dans sa carrière, dont 2 000 heures sur DC-10. Le copilote est Raymond A. Carrier, 52 ans, employé par l'ONA depuis 1968, il totalise 14 500 heures de vol, dont 450 heures sur DC-10. Le mécanicien navigant est Jack A. Holland, 44 ans, employé par ONA depuis le 19 mai 1959, il compte 12 000 heures de vol, dont 2 000 heures de vol sur DC-10. En plus de l'équipage, un pilote d'ONA non en fonction occupe le strapontin dans le cockpit.

## Accident
À bord du vol ONA 032 se trouvent 129 passagers et dix membres d'équipage, tous des employés de la compagnie aérienne (y compris l'équipe de maintenance, les agents de bord, le personnel au sol, etc.) en partance pour La Mecque, pour effectuer des vols charters. Avant le départ, la masse totale de l'appareil était de 555 000 livres (lb) (252 000 kg), soit 1 000 lb (450 kg) de moins que son poids maximal autorisé au décollage, et transportait environ 235 000 lb (107 000 kg) de kérosène au moment de l'accident. Les informations météorologiques indiquaient que la visibilité était de 24 km, avec le vent soufflant au cap 160° à 8 nœuds (15 km/h) et un plafond à 10 000 pieds (3 000 m). Le commandant de bord a demandé la piste 13R, l'une des pistes les plus longues et récentes de l'aéroport international John F. Kennedy, en raison du poids important de l'avion. Le vol 032 est entré sur la piste 13R et a commencé son décollage. 
Alors que le DC-10 accélérait au sol à environ 100 nœuds (190 km/h), un grand groupe de goéland s'est envolé au-dessus de la piste et s'est regroupé directement devant l'avion. Alors que l'avion passait au milieu des oiseaux, l'équipage a entendu trois fortes détonations. Le commandant de bord a immédiatement effectué un décollage interrompu, a ramené les manettes des gaz en position de ralenti et a déployé les inverseurs de poussée. 
Les voyants d'alertes principaux se sont allumés et le mécanicien navigant a déclaré qu'ils avaient « perdu » le moteur n°3 (celui sous l'aile droite), alors qu'il passait en inversion de poussée. Le mécanicien navigant a alors remarqué que la pression dans le système hydraulique n°2, qui est alimenté par le moteur droit, était tombée à zéro. Les voyants d'alertes d'incendie principaux et le voyant d'alerte d'incendie du moteur n°3 se sont allumés, et le copilote et le mécanicien navigant ont tenté d'arrêter le moteur, mais ont constaté que le levier de coupure de l'alimentation en carburant ne bougeait pas. Le mécanicien navigant a alors actionné les extincteurs du moteur, mais n'a pas remarqué le voyant indiquant que les extincteurs s'étaient déchargés. 
À ce moment-là, les pilotes ont réalisé que l'avion ne décélérait pas normalement, mais pensaient pouvoir maintenir le contrôle directionnel. Ils ont donc amorcé un léger virage à gauche en direction de la voie de circulation Z pour éviter de percuter une barrière anti-souffle, située au-delà de l'extrémité de la piste. Cependant, l'avion a quitté la chaussée de la piste avant d'atteindre la voie de circulation et a commencé à trembler violemment. Alors que l'avion s'est immobilisé sur la voie de circulation Z, le commandant de bord a tiré les leviers d'arrêt de carburant et les poignées d'incendie des deux autres moteurs, mais n'a pas pu ordonner une évacuation d'urgence, car le microphone de la sonorisation en cabine s'était déplacé. Le copilote a ouvert une fenêtre du poste de pilotage et a vu que l'aile droite était en feu, et un membre de l'équipage en cabine a ouvert la porte du poste de pilotage, révélant que la cabine se remplissait de fumée noire.

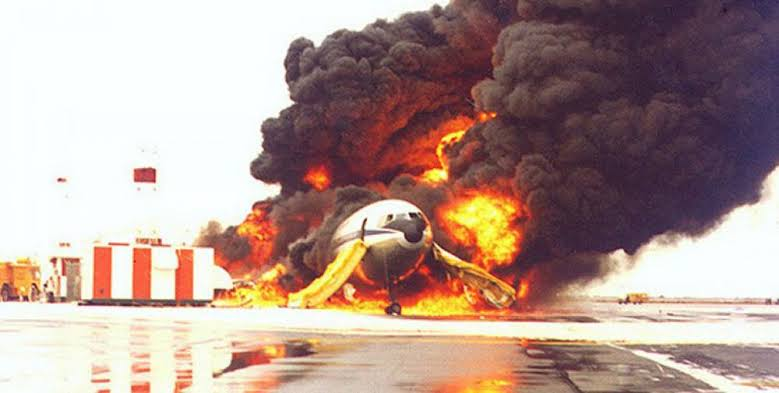
Le DC-10 du vol 032 en flamme, après son arrêt d'urgence sur le tarmac.

L'équipage a immédiatement initié une évacuation par les fenêtres du poste de pilotage, à l'aide de cordes d'évacuation, et l'équipage en cabine a également commencé à évacuer la cabine en utilisant les toboggans d'évacuation. Les 129 passagers et les 10 membres d'équipage ont pu évacuer, 27 passagers ayant subi des blessures légères et six membres d'équipage ayant subi des blessures légères ou graves, toutes subies pendant l'évacuation d'urgence. 
Bien que les pompiers de l'aéroport soient arrivés presque immédiatement et aient commencé à lutter contre l'incendie, le DC-10 s'est immobilisé près d'un égout souterrain, servant à l'évacuation des eaux de pluies, qui a recueilli le carburant qui s'écoulait et brûlait, rendant l'incendie extrêmement difficile à éteindre. La majeure partie de l'incendie est restée confinée à la zone de l'accident, mais des morceaux du moteur n° 3 ont heurté un magasin de pneus, appartenant à la Pan Am, près de la piste 13R, endommageant un tracteurs d'avions et provoquant l'incendie de plusieurs fûts de carburant.
Le train d'atterrissage principal gauche et central de l'avion s'est détaché de la cellule, tandis que le train d'atterrissage principal droit s'est effondré. Les débris de l'appareil était dispersée sur une zone de 2 580 m de long sur 331 m de large. Des morceaux du moteur n°3 étaient éparpillés sur la piste, tandis que les deux autres moteurs sont restés attachés à la cellule.

## Enquête

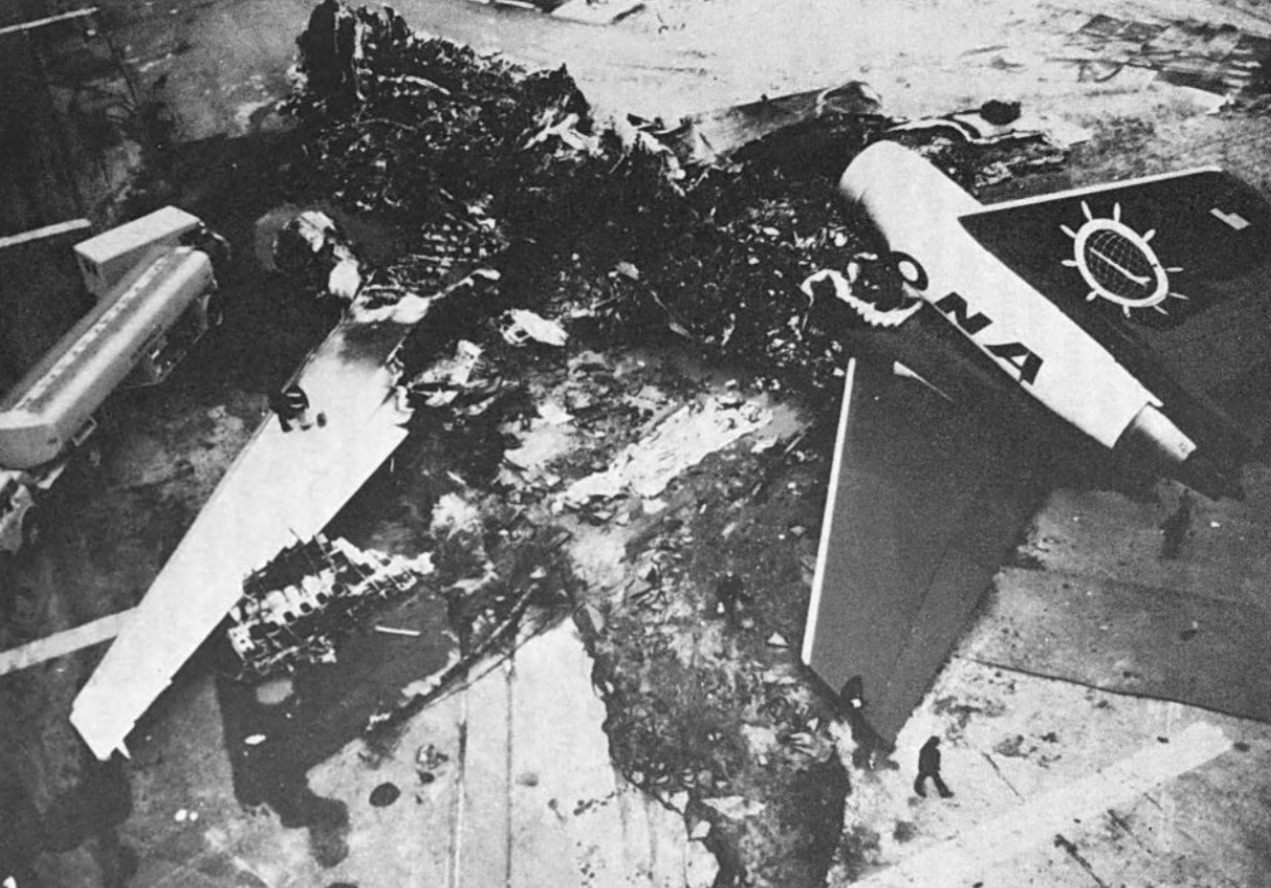
L'épave du vol 032, photographié après l'incendie.

Après une enquête approfondie d'un an et un mois, le Conseil national de la sécurité des transports (NTSB) a publié son rapport final le 16 décembre 1976. 
L'enregistreur phonique (CVR) a été jugé inutilisable, car sa bande d'enregistrement avait été détruite lors de l'incendie, et l'enregistreur de paramètres (FDR) s'est arrêté par inadvertance alors que le vol 032 accélérait sur la piste, à une vitesse de 168 nœuds (311 km/h), lors du décollage. 
Le NTSB a souligné que l'équipage avait fait preuve d'une « performance exceptionnelle » et que le feu n'avait pas pénétré loin dans la cabine ou dans le cockpit avant que tout le monde n'évacue.
Les conclusions de l'enquête étaient les suivantes :
- Le système hydraulique du moteur n°3 était inopérant, ce qui a entraîné la perte du système de freinage n°2 et le couple de freinage est tombé à zéro.
- L'inverseur de poussée du moteur n°3 est devenu inopérant.
- Au moins trois pneus se sont désintégrés sur la piste.
- Les aérofreins, situés sur chaque aile, n'ont pas pu se déployer.
- La surface de la piste était mouillée, réduisant la capacité d'arrêt de l'avion.

Les facteurs contributifs étaient les suivants :
- Le programme de contrôle de la gestion des oiseaux à l'aéroport John F. Kennedy n'a pas réussi à contrôler efficacement le risque aviaire à l'aéroport.
- La Federal Aviation Administration (FAA) et General Electric (GE) n'ont pas pris en compte les effets d'un déséquilibre du rotor sur le matériau de protection des moteurs, constitué d'époxy, lorsqu'ils ont été testé lors de sa certification.

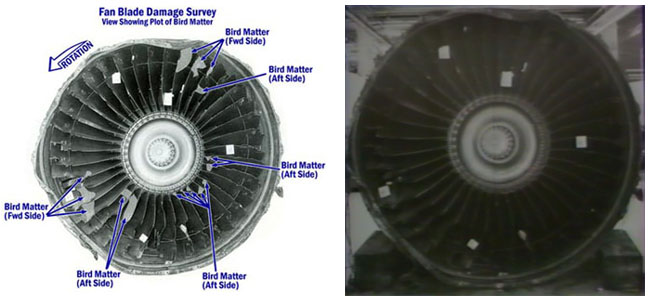
Les dégâts subis par les pales du ventilateur du moteur n°3.

Une enquête a été menée sur le moteur n°3 par GE dans l'Ohio. Le démontage a révélé que plusieurs pales de la soufflante du moteur étaient endommagées et cassées, ce qui a entraîné l'abrasion du carénage du ventilateur en époxy ; lorsque l'époxy a brûlé, il a enflammé le carburant d'avion qui fuyait d'une conduite de carburant cassée. 
Cependant, GE a nié que les oiseaux ingérés étaient la cause sous-jacente des dommages subit par le moteurs. Les enquêteurs de la société ont émis l'hypothèse qu'une défaillance d'un des pneus ou du train d'atterrissage s'était produite avant les impacts d'oiseaux, et que des débris de pneu, d'une roue ou du train d'atterrissage ingérés dans le moteur avaient endommagé les pales du ventilateur et coupé la conduite de carburant. 
Pour démontrer que le moteur General Electric CF6 était capable de résister à un impact d'oiseau, le NTSB a effectué un test avec un autre moteur. Le test n'a causé aucun dommage grave aux différentes pièces du moteur. Des modifications apportées au moteur d'essai, telles que l'augmentation de la distance entre chaque pale de la soufflante, ont donné des résultats similaires. Cependant, plusieurs modifications auraient pu être apportées pour améliorer l'efficacité des moteurs face au risque d'impact avec des oiseaux.